# Джъд Тръмп
Джъд Тръмп (на англ.: Judd Trump) е английски професионален играч на снукър, роден на 21 август 1989 година в Бристол, Англия. Изключително силен състезател, който е шампион за младежи до 13 години на Англия. За младежи до 15 години също е шампион, а до 21 години достига до полуфинал. През 2019 г. става световен шампион по снукър, след като побеждава Джон Хигинс с 18–9 на финал.

## Кариера
Джъд Тръмп има значителни успехи. Треньорът по снукър Alexander Niemeijer се изказва доста ласкаво за него и го сравнява с Рони О'Съливан като млад.
На 13 март 2004 г., като е 14-годишна възраст, Джъд Тръмп постига максимален брейк в турнир в Coalville, Лестър, като става най-младият играч в историята, който успява да постигне това (преди Рони О'Съливан да запише своето постижение на 13 години).

### Професионална кариера
През сезон 2005/2006 Джъд Тръмп влиза в професионалния снукър и става най-младия играч влязъл в основната схема на Първенството на Уелс за 2006 г. Там той е победен от Роб Милкинс с 5 – 3 в първия кръг. Тръмп достига до последната фаза на квалификациите на първенството на Китай, където губи с 4 – 5 от Майкъл Холт.
Джъд Тръмп става и най-младия играч достигнал до основната схема на Световното първенство, след като елиминира във финалния кръг на квалификациите Джеймс Уатана с 10 – 5 рейма. В първия кръг обаче Тръмп губи срещата си срещу Шон Мърфи след 6 – 10, въпреки че води 6 – 5 в един момент от мача.
Той успява да се класира за основната схема на Шанхай мастърс през 2008 г. В квалификациите побеждава последователно Анди Лий и Джо Суейл, съответно с 5 – 2 и 5 – 3 рейма. В основната схема му предстои да срещне Марк Селби.
Най-големия си успех до този момент Джъд Тръмп постига с класирането си на полуфинал на Grand Prix 2008. В турнира той е квалификант и преодолява последователно индиеца Aditya Mehta с 5 – 1 и Найджъл Бонд с категоричния резултат 5 – 0. В основната схема без игра преодолява Греъм Дот, след като шотландеца не взема участие, поради счупване на китката 10 дни преди началото на турнира. Във втория кръг жертва на Тръмп пада Джо Пери, победен с 5 – 2 фрейма. В четвъртфинален мач Тръм постига най-голямата си победа, побеждавайки действащия световен шампион Рони О'Съливан с 5 – 4 фрейма и то губейки с 1 – 3 в един момент от играта. Тръмп е спрян в полуфинала от Джон Хигинс. Шотландецът Хигинс успява да поведе бързо с 4 – 1 фрейма, но Тръмп успява да изравни. Силите му обаче стигат дотук и Хигинс се класира за финалния мач.

## Сезон 2009/10
| Турнир                    | Резутат | Спечелени пари | Ранкинг точки | Най-голям брейк | 100+ брейк | 50+ брейк | Брой спечелени срещи |
| ------------------------- | ------- | -------------- | ------------- | --------------- | ---------- | --------- | -------------------- |
| Шанхай мастърс 2009       |         | £              |               |                 |            |           |                      |
| Гран При 2009             |         | £              |               |                 |            |           |                      |
| Британско първенство 2009 |         | £              |               |                 |            |           |                      |
| Мастърс 2010              |         | £              |               |                 |            |           |                      |
| Първенство на Уелс 2010   |         | £              |               |                 |            |           |                      |
| Първенство на Китай 2010  |         | £              |               |                 |            |           |                      |
| Световно първенство 2010  |         | £              |               |                 |            |           |                      |
| Общо                      |         | £              |               |                 |            |           |                      |